# جام ملت‌های زنان آسیا ۲۰۰۱
جام ملت‌های زنان آسیا ۲۰۰۱ سیزدهمین دوره رقابت‌های فوتبال جام ملت‌های زنان آسیا بود که توسط ای‌اف‌سی و به میزبانی کشور تایوان برگزار شد.

## تیم‌های راه‌یافته
- ۱۴ تیم راه‌یافته به جام ملت‌های زنان آسیا ۲۰۰۱:
- سنگاپور
- کرهٔ شمالی
- چین
- کرهٔ جنوبی
- ژاپن
- تایلند
- ویتنام
- تایوان
- ازبکستان
- مالزی
- گوآم
- هند
- فیلیپین
- هنگ کنگ